# L'infanzia di Gesù (Coetzee)
L'infanzia di Gesù (The Childhood of Jesus, 2013) è un romanzo di J.M. Coetzee, autore sudafricano insignito del Premio Nobel nel 2003. La traduzione italiana, a cura di Maria Baiocchi, è uscita nel 2013 presso Einaudi, Torino.

## Trama
Si racconta di un uomo e di un ragazzo che emigrano in una nuova terra, non ricordando da dove provengono. Una volta arrivati, vengono loro imposti nuovi nomi e si dà loro un'età; gli si insegna lo spagnolo per farli ambientare nella nuova situazione. Simón, il più anziano, ricorda appena che deve accudire David, il più giovane, e deve aiutarlo a ricongiungersi con la madre, della quale il giovane non ricorda nulla ma presume di poterla riconoscere una volta incontrata. Simón comincia a trovare nuovi amici tra i compagni di lavoro e David cerca la madre. Durante una passeggiata, il giovane si attacca a una donna credendo di averla trovata. Simón interviene e riesce a convincerla ad assumerne il ruolo. Però, mentre lei comincia a prendersi cura di lui, le autorità hanno deciso che David deve raggiungere una scuola lontana. Simón e la donna si rifiutano di consegnarlo e spariscono, sperando di sfuggire agli inseguitori e di mantenere la custodia di David.

## Edizioni italiane
- J. M. Coetzee, L'infanzia di Gesù, traduzione di Maria Baiocchi, collana "Supercoralli", Einaudi, 2013,  p. 256, ISBN 978-88-06-21468-5.